# Хенгам
Хенга́м (перс. جزیره هنگام‎) — остров, принадлежащий Ирану, в Ормузском проливе, у входа в Персидский залив, у южного побережья острова Кешм, от которого отделён проливом Хенгам, напротив международного аэропорта Дирестан, к юго-западу от города Бендер-Суза. Закрывает бухту Дирестан. Административно относится к бахшу Шехаб шахрестана Кешм остана (провинции) Хормозган, административным центром которого является Бендер-Суза. Наивысшая точка 105 м над уровнем моря. На острове находится деревни Бендер-Хенгам, Хомаси и Гиль и маяк.
В 1911/1912 году из Басеиду, расположенного на острове Кешм, переехал на остров Хенгам угольный склад британской эскадры Индийского флота в Персидском заливе, части Ост-Индской станции. Она находилась на острове до 1935 года, когда переехала на военно-морскую базу Джуфейр Королевского военно-морского флота Великобритании в порту Сальман (Манама) на Бахрейне, у мыса Эль-Джуфейр (Рас-эль-Джуфейр).